# British Home Championship 1982
De British Home Championship van 1982 was de87e editie van de British Home Championship. Het toernooi werd gehouden van 23 februari tot en met 29 mei 1982. Engeland werd kampioen.

## Eindstand
| Team          | Gsp | W | G | V | DV | DT | DS | Ptn |
| ------------- | --- | - | - | - | -- | -- | -- | --- |
| Engeland      | 3   | 3 | 0 | 0 | 6  | 0  | +6 | 6   |
| Schotland     | 3   | 1 | 1 | 1 | 2  | 2  | 0  | 3   |
| Wales         | 3   | 1 | 0 | 2 | 3  | 2  | +1 | 2   |
| Noord-Ierland | 3   | 0 | 1 | 2 | 1  | 8  | –7 | 1   |

## Wedstrijden
|                                                     |                                                                   |       |               |                                                                              |
| 23 februari 1982 «onderlinge duels» 19:45 uur (UTC) | Engeland                                                          | 4 – 0 | Noord-Ierland | Wembley Stadium, Londen Toeschouwers: 54.900 Scheidsrechter: Gwyn Owen (WAL) |
| 23 februari 1982 «onderlinge duels» 19:45 uur (UTC) | Bryan Robson 1' Kevin Keegan 56' Ray Wilkins 85' Glenn Hoddle 89' |       |               | Wembley Stadium, Londen Toeschouwers: 54.900 Scheidsrechter: Gwyn Owen (WAL) |

|                                                    |       |                    |          |                                                                                 |
| 27 april 1982 «onderlinge duels» 19:30 uur (UTC+1) | Wales | 0 – 1              | Engeland | Ninian Park, Cardiff Toeschouwers: 25.000 Scheidsrechter: Thomas Donnelly (NIR) |
| 27 april 1982 «onderlinge duels» 19:30 uur (UTC+1) |       | 74' Trevor Francis |          | Ninian Park, Cardiff Toeschouwers: 25.000 Scheidsrechter: Thomas Donnelly (NIR) |

|                                                    |                   |       |               |                                                                               |
| 28 april 1982 «onderlinge duels» 20:00 uur (UTC+1) | Noord-Ierland     | 1 – 1 | Schotland     | Windsor Park, Belfast Toeschouwers: 20.000 Scheidsrechter: John Hunting (ENG) |
| 28 april 1982 «onderlinge duels» 20:00 uur (UTC+1) | Sammy McIlroy 52' |       | 32' John Wark | Windsor Park, Belfast Toeschouwers: 20.000 Scheidsrechter: John Hunting (ENG) |

|                                |                 |       |       |                                                                                |
| 24 mei 1982 «onderlinge duels» | Schotland       | 1 – 0 | Wales | Hampden Park, Glasgow Toeschouwers: 25.284 Scheidsrechter: Fred McKnight (NIR) |
| 24 mei 1982 «onderlinge duels» | Asa Hartford 7' |       |       | Hampden Park, Glasgow Toeschouwers: 25.284 Scheidsrechter: Fred McKnight (NIR) |

|                                                  |                                                 |       |               |                                                                                   |
| 27 mei 1982 «onderlinge duels» 19:30 uur (UTC+1) | Wales                                           | 3 – 0 | Noord-Ierland | Racecourse Ground, Wrexham Toeschouwers: 2.315 Scheidsrechter: George Smith (SCO) |
| 27 mei 1982 «onderlinge duels» 19:30 uur (UTC+1) | Alan Curtis 18' Ian Rush 64' Peter Nicholas 75' |       |               | Racecourse Ground, Wrexham Toeschouwers: 2.315 Scheidsrechter: George Smith (SCO) |

|                                                  |           |                  |          |                                                                              |
| 29 mei 1982 «onderlinge duels» 15:00 uur (UTC+1) | Schotland | 0 – 1            | Engeland | Hampden Park, Glasgow Toeschouwers: 80.529 Scheidsrechter: Jan Redelfs (FRG) |
| 29 mei 1982 «onderlinge duels» 15:00 uur (UTC+1) |           | 13' Paul Mariner |          | Hampden Park, Glasgow Toeschouwers: 80.529 Scheidsrechter: Jan Redelfs (FRG) |